# Ulica Adama Mickiewicza w Leżajsku
Ulica Adama Mickiewicza w Leżajsku – łączy Rynek z placem Mariackim i jest najważniejszą ulicą w Leżajsku.
Pod koniec XIX wieku została uregulowana i przekształcona w ozdobną aleję. W 1898 roku uroczyście nadano nazwę w setną rocznicę urodzin poety. Dawniej łączyła Rynek tylko z placem Dworcowym, zaś pozostała część obecnej ulicy Mickiewicza nazywała się ulicą Klasztorną. Swój bieg zaczyna pomiędzy starymi kamieniczkami. W miejscu zetknięcia z placem Jaszowskiego znajdował się głęboki wąwóz (zasypany najprawdopodobniej w latach trzydziestych XX wieku), nad którym przerzucony był most istniejący jeszcze w drugim dziesięcioleciu XX wieku. Nieco dalej z prawej na nieznacznej wyniosłości dawny dwór starościński a obecnie muzeum. Po lewej, w głębi ulicy Furgalskiego, dawny pałac Miera. Przy rozwidleniu ulic (obecnie Rondo Lecha Kaczyńskiego), widoczny z prawej, stojący już przy ulicy Słowackiego dawny dworek podstarościch. Następnie, z prawej, budynek Banku Spółdzielczego, zaś z lewej, gmach Sądu Rejonowego. Potem ulica biegnie wśród bloków osiedla spółdzielczego i wieloma budynkami użyteczności publicznej (banki, poczta, szkoły, dom kultury, dworce). W połowie ulicy, po prawej, w głębi placu Dworcowego, widoczny jest dworzec kolejowy. Za zakrętem, z prawej, dawny tartak ordynacji Potockich a za nim domy, które pobudowano dla robotników tartaku. Tuż za mostem na Jagodzie ulica kończy swój bieg.
W 2006 roku odkryto pozostałości podziemnych sztolni pod kapliczką, przenoszoną w trakcie budowy ronda na rozwidleniu ulic Mickiewicza i Słowackiego. Okazało się, że kapliczka jest wydrążona w środku i mogła stanowić swego rodzaju kanał wentylacyjny leżajskich podziemi. Sztolnie nie zostały udostępnione turystom, ani nawet archeologom.

## Galeria

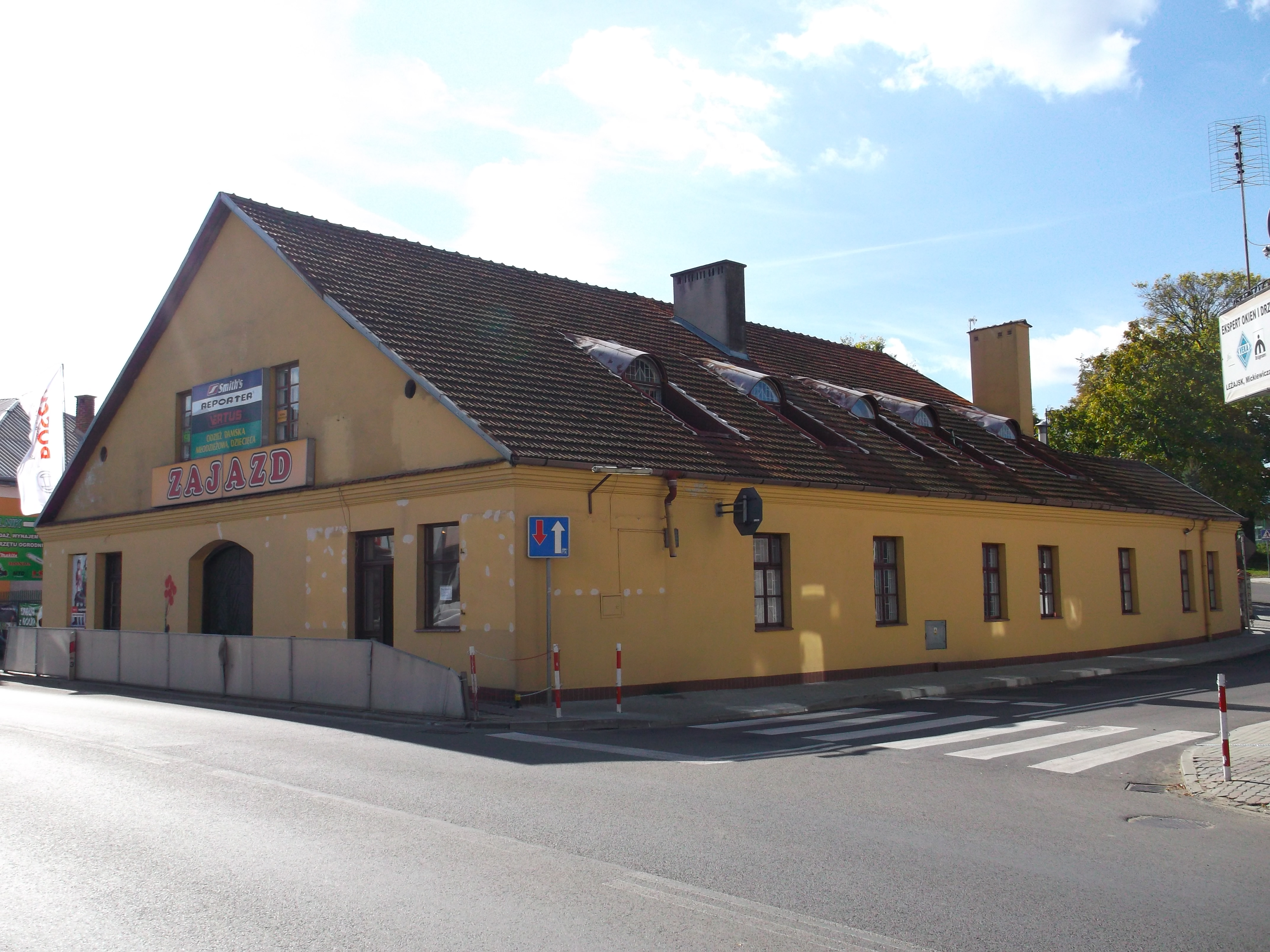
Zabytkowy zajazd ulica Mickiewicza 11
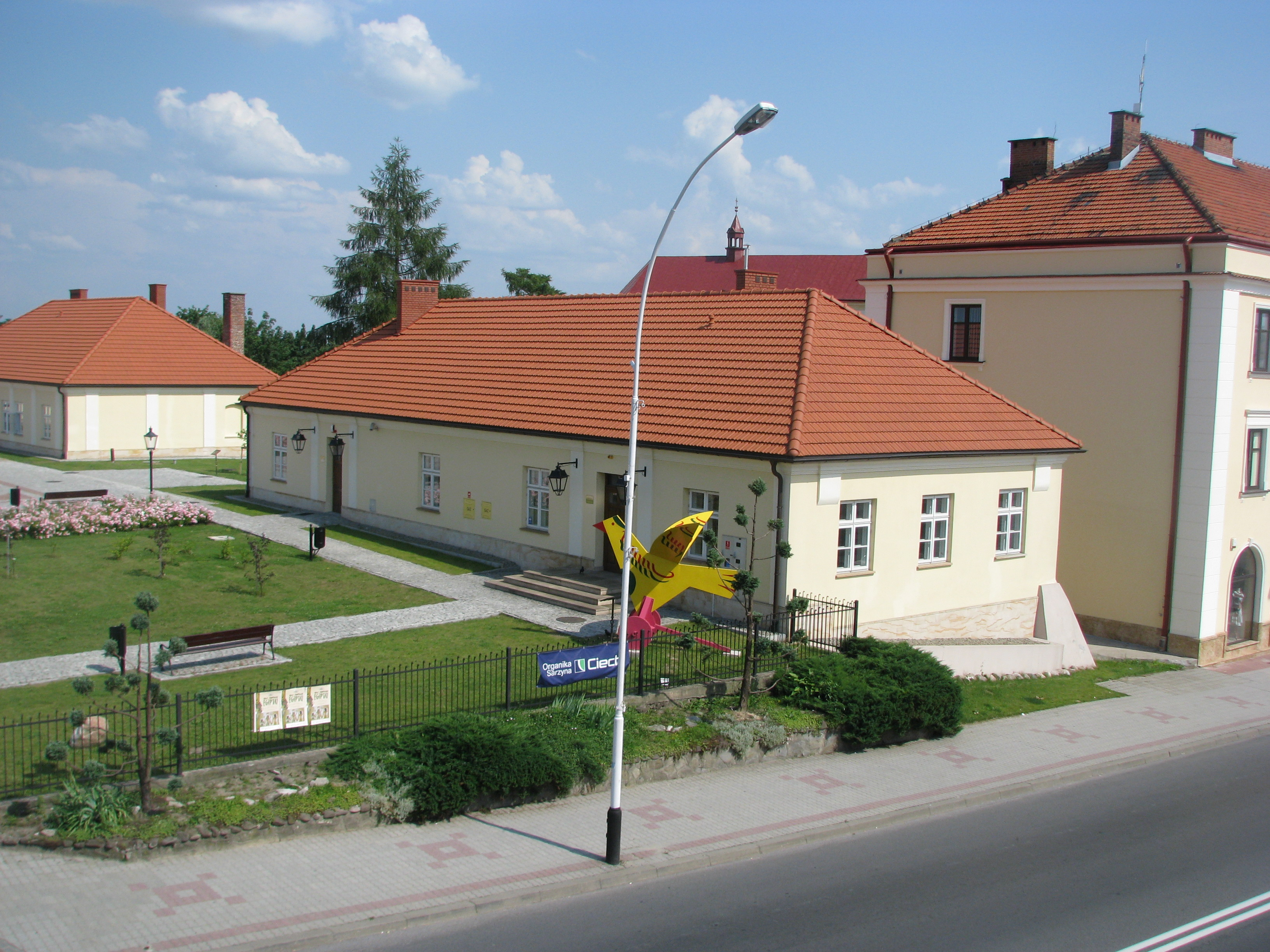
Oficyna dworu starościńskiego ulica Mickiewicza 20A
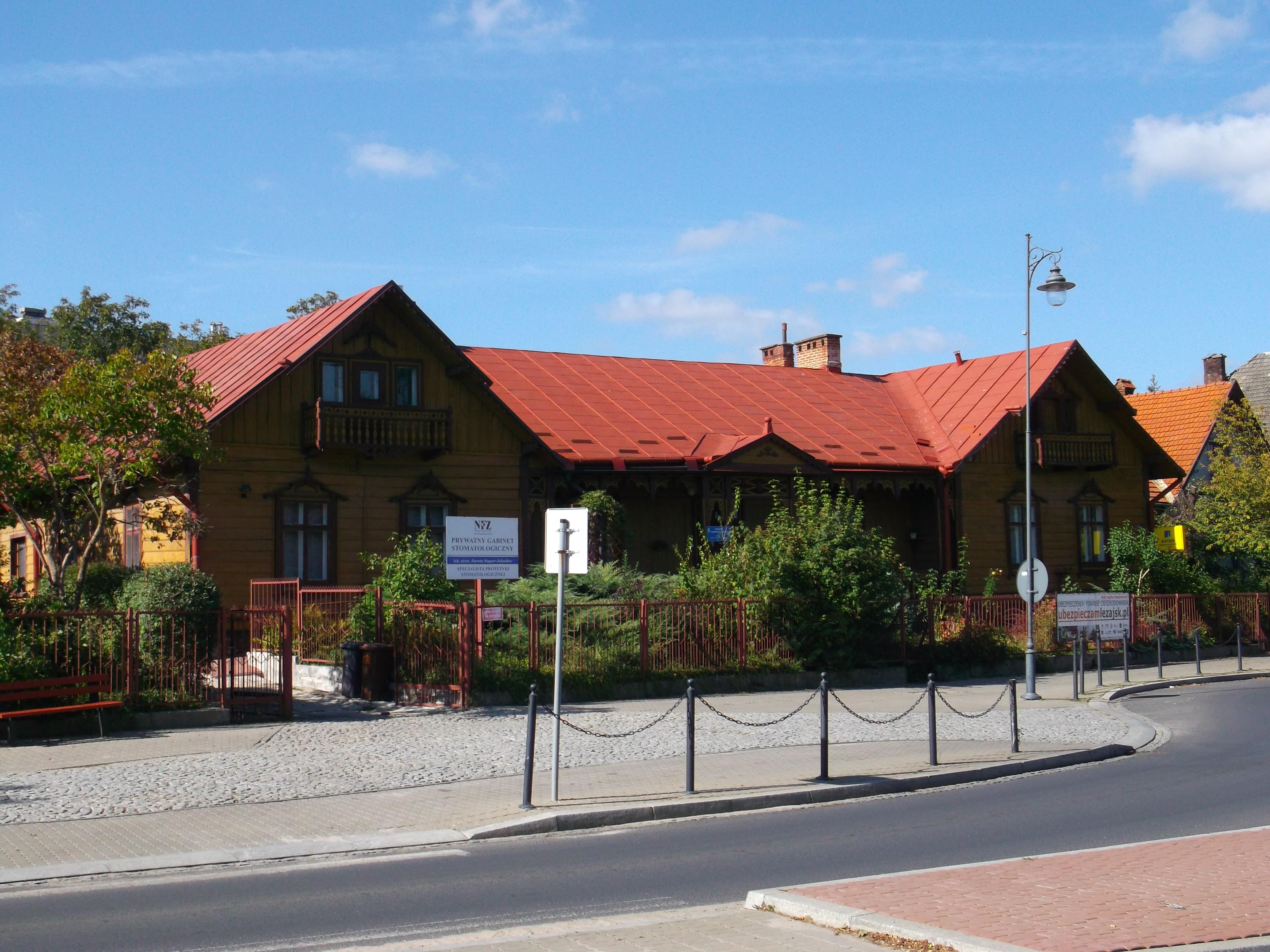
Zabytkowy dom ulica Mickiewicza 41
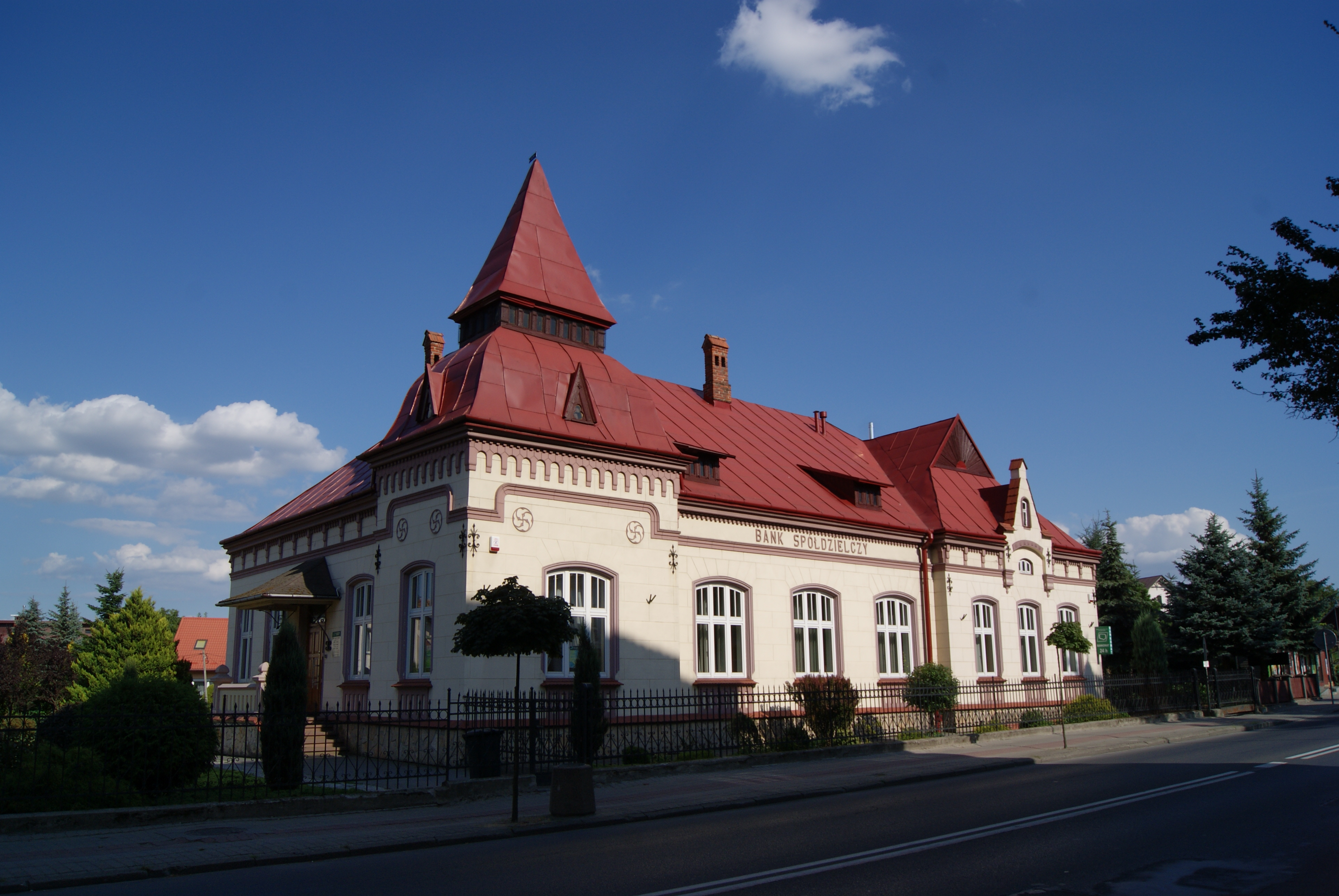
Bank Spółdzielczy ulica Mickiewicza 38